# Naknianuk
Naknianuk (Naknyanúk, Nacnenuques, Nacnhanuc), indijansko pleme iz skupine Botocuda, naseljeno nekada u istočnobrazilskoj državi Minas Gerais na rijeci rio Doce. Govoril su jezikom nacnenuque ili nacnhanuc.